# Rudolf Stichweh
Rudolf Stichweh (* 26. August 1951 in Lemgo, Lippe) ist ein deutscher Soziologe und Hochschullehrer. Er ist ein Schüler von Niklas Luhmann und wurde dessen unmittelbarer Lehrstuhlnachfolger.

## Leben und Wirken
Stichweh studierte Soziologie und Philosophie an der Freien Universität Berlin und der Universität Bielefeld, wo er mit einer Arbeit zur Entstehung der Physik als wissenschaftlicher Disziplin zum Dr. rer. soc. promovierte. Seine Habilitation an der Fakultät für Soziologie der Universität Bielefeld erlangte er 1990 mit Forschungsarbeiten zum Zusammenhang von Staatsbildung und Universitätsentwicklung im frühneuzeitlichen Europa.
Er war von 1985 bis 1989 Mitarbeiter am Max-Planck-Institut für Gesellschaftsforschung in Köln; 1987 an der Fondation Maison des Sciences de l’Homme in Paris; von 1989 bis 1994 am Max-Planck-Institut für europäische Rechtsgeschichte in Frankfurt/M. Von 1994 bis 2003 war er Professor für Soziologische Theorie und Allgemeine Soziologie an der Fakultät für Soziologie der Universität Bielefeld; 1999–2001 war er Dekan dieser Fakultät; im Frühjahr 2000 Gastprofessor an der École des Hautes Études en Sciences Sociales, Paris; im Winter 2001/2 an der Universität Wien; vom Winter 2003 bis zum Sommer 2012 war er Professor für Soziologische Theorie und Allgemeine Soziologie an der Universität Luzern, und vom 1. Oktober 2006 bis zum 31. Juli 2010 auch Rektor der Universität Luzern. Daneben war er vom Oktober 2005 bis Juli 2006 Fellow am Wissenschaftskolleg Berlin. Im Frühjahr 2011 erhielt er eine Gastprofessur an der Princeton University. Vom August 2012 bis Februar 2020 war er Dahrendorf Professor für 'Theorie der modernen Gesellschaft' und Direktor des 'Forum Internationale Wissenschaft' an der Rheinischen Friedrich-Wilhelms-Universität Bonn. Zugleich ist er seit Sommer 2012 ständiger Gastprofessor an der Kultur- und Sozialwissenschaftlichen Fakultät der Universität Luzern. 2014 wurde er zum Mitglied der Nordrhein-Westfälischen Akademie der Wissenschaften gewählt. Im Frühjahr 2017 war er Gastprofessor am Department of Sociology der University of Chicago. 2017 wurde Rudolf Stichweh zum Mitglied der Leopoldina gewählt. Seit März 2020 ist Stichweh Seniorprofessor für Soziologie am Forum Internationale Wissenschaft und am 'Bonn Center for Dependency and Slavery Studies' der Universität Bonn. Außerdem leitet er die Abteilung für Demokratieforschung des Forum Internationale Wissenschaft. Zugleich ist er seit Juli 2020 ein Mitglied der Lise Meitner Research Group "China in the Global System of Science" am Max-Planck Institut für Wissenschaftsgeschichte, Berlin. Im April 2023 erhielt er die George-Sarton-Medaille für Wissenschaftsgeschichte der Universität Gent, Belgien.
Forschungsschwerpunkte von Rudolf Stichweh sind:
- Soziologische Theorie
- Systemtheorie
- Theorie der Weltgesellschaft
- Soziologie des Fremden
- Soziologie der Wissenschaft und der Universitäten
- Soziokulturelle Evolution
- Vergleichende Soziologie demokratischer und autoritärer politischer Systeme
- Inklusion und Exklusion
- Ungleichheit und asymmetrische Abhängigkeit

## Schriften (Auswahl)
- Zur Entstehung des modernen Systems wissenschaftlicher Disziplinen. Physik in Deutschland 1740-1890. Frankfurt a. M. 1984.
- Differenzierung und Verselbständigung. Zur Entwicklung gesellschaftlicher Teilsysteme (mit R. Mayntz, B. Rosewitz, U. Schimank). Frankfurt/New York 1988.
- Der frühmoderne Staat und die europäische Universität. Zur Interaktion von Politik und Erziehungssystem im Prozeß ihrer Ausdifferenzierung (16.-18. Jahrhundert). Frankfurt a. M. 1991.
- Études sur la genèse du système scientifique moderne. Lille 1991.
- Wissenschaft, Universität, Professionen. Frankfurt a. M. 1994, Neuauflage Bielefeld 2013.
- Die Weltgesellschaft. Soziologische Analysen. Frankfurt a. M. 2000.
- Inklusion und Exklusion. Bielefeld 2005, 2. erweiterte Auflage, Bielefeld 2016.
- Der Fremde: Studien zu Soziologie und Sozialgeschichte, Berlin 2010.
- Democratic and Authoritarian Political Systems in 21st Century World Society (mit A.L Ahlers, D. Krichewsky, E. Moser). Bielefeld 2021.[4]

## Schriften als Herausgeber
- Theorie als Passion. Niklas Luhmann zum 60. Geburtstag (mit D. Baecker, J. Markowitz, H. Tyrell, H. Willke). Frankfurt 1987.
- Niklas Luhmann. Wirkungen eines Theoretikers. Bielefeld 1999.
- Weltstaat und Weltstaatlichkeit: Beobachtungen globaler politischer Strukturbildung (mit M. Albert). Wiesbaden 2007.
- Zehn Jahre danach. Niklas Luhmanns "Die Gesellschaft der Gesellschaft" (mit D. Baecker, M. Hutter, G. Romano). Berlin 2008.
- Inklusion und Exklusion: Analysen zur Sozialstruktur und sozialen Ungleichheit (mit P. Windolf). Wiesbaden 2009.
- Variants of Differentiation in the Regions of World Society (mit N. Hayoz), Berlin/Boston 2021.
- Gesellschaft mit Migrationshintergrund (mit Th. Faist et al.). NRW Akad. der Wiss. und der Künste, Düsseldorf 2022.